# Rockefeller Apartments
El Rockefeller Apartments es un edificio residencial en 17 West 54th Street y 24 West 55th Street en el Midtown Manhattan de Nueva York (Estados Unidos). Diseñado por Wallace Harrison y J. André Fouilhoux en el estilo internacional, los Rockefeller Apartments se construyeron entre 1935 y 1936. El complejo fue diseñado originalmente con 138 apartamentos.
El complejo de apartamentos, justo al norte del Museo de Arte Moderno, fue construido en un terreno que quedó de la construcción del Rockefeller Center. Los Rockefeller Apartments constan de dos torres, una orientada al norte hacia la calle 55 y otra orientada al sur hacia la 54. El terreno bajo los Rockefeller Apartments había sido propiedad de la familia Rockefeller y los arquitectos habían participado en el diseño del Rockefeller Center. Las dos torres tienen 11 pisos y están revestidas de ladrillo, con vanos cilíndricos parcialmente sobresalientes. El interior estaba destinado a permitir un quince por ciento más de aire y luz natural en comparación con las regulaciones de construcción contemporáneas. La planta baja contiene una ubicación del restaurante Michael's.
La familia Rockefeller había adquirido en secreto el sitio en la década de 1930, aunque esto no se reveló hasta que se anunciaron los planes para el complejo de apartamentos en noviembre de 1935. La familia tenía la intención de remodelar las casas existentes en el sitio, aunque en su lugar decidieron construir un complejo de apartamentos para complementar el Rockefeller Center, conectado a través de una extensión finalmente sin construir de Rockefeller Plaza. El complejo estaba totalmente alquilado cuando los residentes se mudaron a los apartamentos en octubre de 1936. El edificio se vendió a la familia Astor en 1945 y a Henry Goelet en 1953, y se convirtió en una cooperativa de vivienda en 1954. La Comisión de Preservación de Monumentos Históricos de la Ciudad de Nueva York designó el complejo como un lugar emblemático de la ciudad en 1984.

## Sitio
Los Rockefeller Apartments se encuentran en el barrio de Midtown Manhattan de la ciudad de Nueva York. El complejo tiene una dirección de 17 West 54th Street al sur y 24 West 55th Street al norte, entre la Quinta Avenida y la Sexta Avenida. El terreno es rectangular y cubre alrededor de 2300 m², con una fachada de 38,1 m en cualquiera de las calles y una profundidad de aproximadamente 61 m. Al este, los Rockefeller Apartments colindan con las residencias en 15 y 13, 11, 7 y 5 West 54th Street, así como con el University Club of New York y el hotel The Peninsula New York. Otros lugares cercanos incluyen las casas en 10, 12, 26 y 30 West 56th Street hacia el norte; 712 Fifth Avenue y Fifth Avenue Presbyterian Church al noreste; 46 West 55th Street hacia el oeste; 53W53 al suroeste; el Museo de Arte Moderno (MoMA) al sur; y la Iglesia de Santo Tomás al sureste.
Antes del desarrollo de Rockefeller Apartments, el sitio estaba ocupado por residencias de baja densidad. La sección cercana de la Quinta Avenida entre la Calle 42 y Central Park South (59th Street) estaba relativamente subdesarrollada hasta finales del siglo XIX. El área circundante fue una vez parte de las tierras comunes de la ciudad de Nueva York. Los lotes a lo largo de la Quinta Avenida se colocaron a fines del siglo XVIII después de la Guerra de Independencia de los Estados Unidos. Se construyeron residencias de lujo alrededor de la Quinta Avenida después de la guerra civil estadounidense. El tramo de dos cuadras de West y East 54th Street desde Madison Avenue hasta Sixth Avenue, dividido en dos por Fifth Avenue, se desarrolló con las casas de figuras prominentes como William Henry Moore, John R. Platt y John D. Rockefeller Sr. Las casas vecinas en 5-15 West 54th Street se desarrollaron entre 1896 y 1900 como parte de esta hilera de casas de lujo. John D. Rockefeller Jr., apodado "Junior", una vez ocupó la casa número 13 antes de mudarse al otro lado de la calle a una casa ahora demolida en el número 10.

## Diseño
Las dos torres que componen los Rockefeller Apartments fueron encargadas por Junior y su hijo, Nelson Rockefeller. Fueron diseñados en el estilo internacional por Wallace Harrison y J. André Fouilhoux. Los arquitectos buscaron diseñar el complejo de apartamentos como una comunidad modelo actualizada. El contratista general fue Barr, Irons & Lane Inc. Se contrataron varios contratistas para las ventanas, materiales, ascensores, revestimientos de pisos y paredes, mobiliario, ferretería, instalación eléctrica, plomería, calefacción y aire acondicionado.

### Forma y fachada
Las torres norte y sur del complejo son similares entre sí. Ambas estructuras tienen once pisos de altura y están dispuestas simétricamente con "arcos" cilíndricos encerrados en vidrio que sobresalen. Los arcos que sobresalen miden 2,4 m de profundidad hasta 4,3 m de ancho y se extienden hasta el límite de la acera en ambos extremos. Ambas torres están separadas entre sí por un jardín en la planta baja. Los nueve pisos inferiores de cada torre ocupan la misma área que los demás, pero el décimo piso tiene un retranqueo en el oeste y el este, y el undécimo los tiene en todos los lados. Según la Comisión de Preservación de Monumentos Históricos de la Ciudad de Nueva York (LPC), el diseño de torres gemelas de los Rockefeller Apartments puede haberse inspirado en el trabajo del arquitecto alemán Otto Haesler, pero los áticos retranqueados de los apartamentos diferían de los techos planos de Haesler.
Ambas fachadas están hechas de ladrillo de color leonado colocado dentro de un mortero leonado. Los ladrillos utilizados en la fachada son de 30,5 cm de espesor y fueron fabricados por Hanley Company. Las fachadas contienen ventanas abatibles de acero, que se colocan a ras de la fachada. Las ventanas del interior de los arcos son curvas. No hay elementos decorativos importantes aparte de estos arcos cilíndricos. Los arcos curvos estaban vidriados en dos tercios de su circunferencia y pueden haberse inspirado en el diseño de Haesler para el asentamiento Georgsgarten. Los marcos de las ventanas fueron fabricados por Detroit Steel Products Company y el vidrio fue fabricado por Pittsburgh Plate Glass Company.

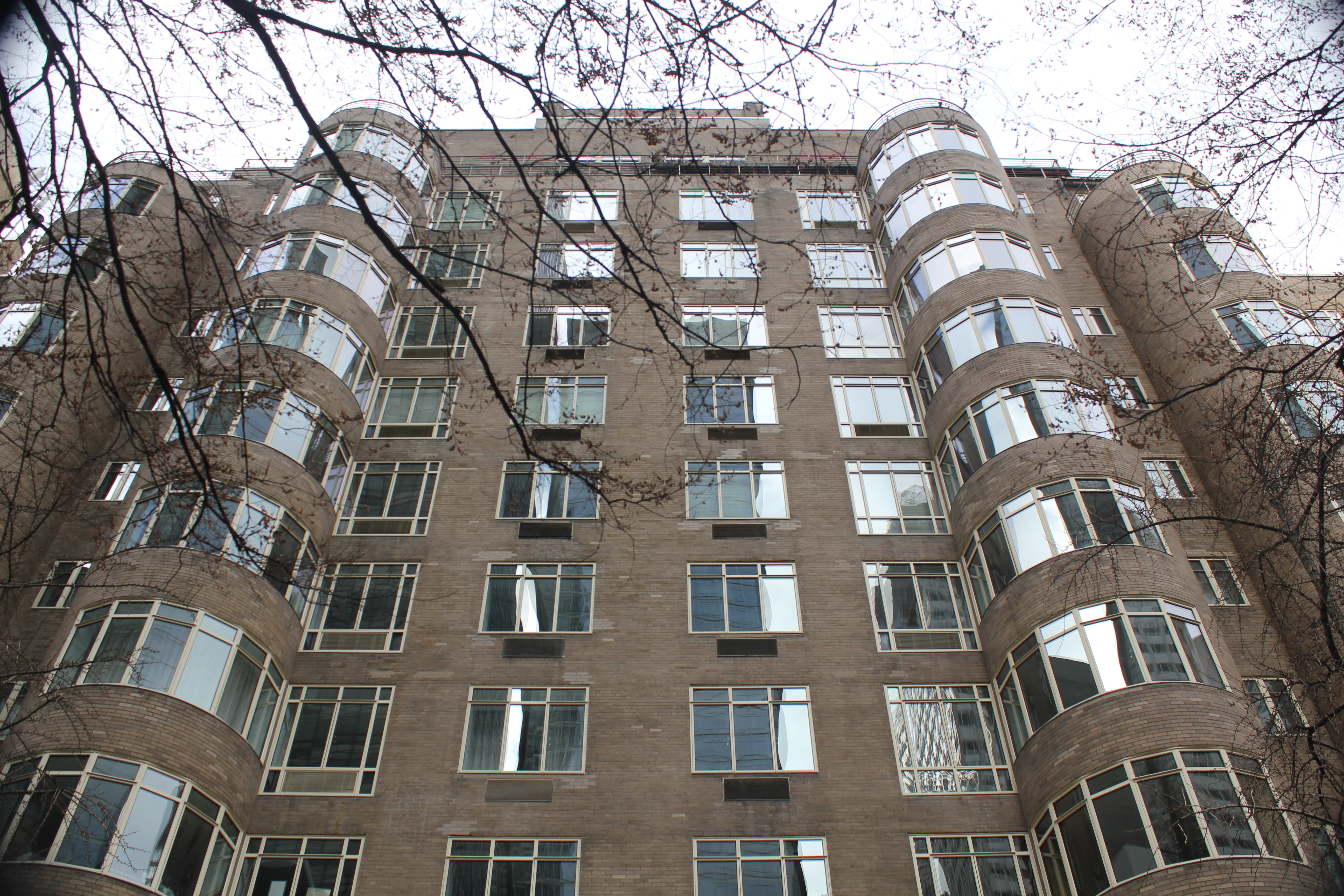
Los tramos arqueados en la calle 54

En la torre sur que da a la calle 54, la entrada es a través de dos puertas y contiene un dosel de metal que se eleva desde arriba del centro del primer piso. La dirección "17 West 54th Street" está impresa en los lados del dosel. Detrás del tapajuntas en cada uno de los tres lados del dosel hay bridas, que contienen ganchos deslizantes que antes sostenían las cortinas de lona. A ambos lados de la entrada de la calle 54 hay jardineras y oficinas. La fachada de la calle 54 contiene cuatro arcos cilíndricos, dos en cada extremo. Los arcos más externos a cada lado se elevan hasta el décimo piso, mientras que los arcos internos se elevan a la altura completa de 11 pisos del edificio. En cada piso, entre los arcos de 10 y 11 pisos a cada lado, hay un par de pequeñas ventanas abatibles. Hay seis grandes ventanales en el resto de la fachada: uno al final de la fachada en cada piso, fuera de los arcos exteriores, así como cuatro entre los dos arcos más interiores. Cada una de estas grandes aberturas consta de tres ventanas abatibles con sus propias ventanas de travesaño arriba, así como una única abertura de ventilación debajo del travesaño.
En la torre norte que da a la calle 55, la entrada contiene un dosel de metal similar y dos puertas. Hay escaparates a ambos lados de la entrada secundaria. En el resto de la fachada, hay dos arcos cilíndricos, uno en cada extremo, que se elevan solo hasta el noveno piso. Hay grandes aberturas de ventanas en los extremos de la fachada, fuera de cada arco, así como pares de pequeñas ventanas abatibles en el lado opuesto del arco, similar a la fachada de la calle 54 de la torre sur. Sin embargo, en lugar de tener dos arcos adicionales, toda la sección central de la fachada de la calle 55 se proyecta desde el resto de la fachada. Esta sección saliente contiene cuatro grandes aberturas de ventanas en el centro, similares a las de la calle 54, que a su vez están flanqueadas por ventanas curvas. La sección de proyección se eleva a la altura total de 11 pisos de la fachada.

### Características
Los arquitectos organizaron los apartamentos de modo que todos estuvieran bien iluminados, aunque el diseño resultó en menos unidades que en edificios comparables. Como resultado, las torres de apartamentos no ocupan toda el área de su lote. El plan permitía un 15 por ciento más de aire y luz natural que otros departamentos de la época.

#### Características estructurales
La estructura interna de los Rockefeller Apartments contiene una capa de 7,6 cm de yeso independiente, separado de la fachada de ladrillo por un pequeño espacio de aire. Los tabiques de hormigón que separan las diferentes unidades fueron realizados por la empresa Aerocrete. Las particiones de hormigón de cemento y terracota, que delimitan los baños y los pozos dentro de las unidades individuales, fueron hechas por National Tile Company, mientras que las paredes de yeso y listones metálicos de 3 pulgadas de espesor dentro de los apartamentos individuales fueron fabricadas por Consolidated Expanded Metal Company. Post & McCord hizo el armazón esquelético de acero.
Los techos de cualquiera de las dos torres se utilizarían como patios de recreo y techos solares. También se incluyeron en los planos una sala de juegos comunitaria y una cancha de squash. Un tercio de la parcela se reservaría para una pasarela pública, cubierta por vidrio durante los inviernos y dejada abierta durante los veranos. Un jardín comunitario privado separa las dos torres. El jardín cubre aproximadamente 710 m². El jardín varía entre 13 y 24 m de ancho entre los edificios, y es de 38 m de largo, lo mismo que el ancho del lote. Un túnel corre debajo del jardín entre las dos torres.

#### Espacios interiores
El primer piso está diseñado en gran parte como un espacio público. En el momento de la apertura, el primer piso contaba con droguería y restaurante. Según los planos, la farmacia y el restaurante se ubicaron dentro de la torre norte, con la farmacia al oeste de la entrada y el restaurante y la cocina adjunta al este. Todo el primer piso de la torre sur, así como el área detrás de la farmacia en la torre norte, estaba dedicada a oficinas. Las torres están separadas por un jardín y un pasaje conecta ambas entradas. Desde 1989, el restaurante de la calle 55 ha estado ocupado por el restaurante Michael's.
Las otras plantas están dedicadas íntegramente a apartamentos. Según los planes originales de Junior, habría 120 apartamentos de dos a seis habitaciones, o 60 en cada estructura, incluidas dos suites dúplex de seis habitaciones y cuatro apartamentos dúplex. Posteriormente, se revisó al alza a 138 apartamentos en el momento de la apertura del edificio. A 2014, el número de apartamentos había disminuido a unos 120. Cada torre tiene dos ascensores y dos escaleras, cada una correspondiente al oeste y al este del pasillo de entrada del primer piso. Los ascensores están agrupados cerca del centro de cada torre, mientras que los pasillos de las escaleras están más al oeste y al este; estos están conectados por un solo pasillo en cada piso. Los suelos de los pasillos se colocaron en terrazo con moqueta encima. Las paredes del pasillo fueron diseñadas con mármol y madera.
Los apartamentos van desde estudios hasta unidades de dos dormitorios. En la torre sur, el piso típico tiene seis departamentos, cuatro al frente y dos al contrafrente; la torre norte es similar. En las unidades que dan a la calle, cada apartamento tiene una habitación que se extiende hacia el tramo cilíndrico. Estos tramos están diseñadas como comedores o solárium que pueden acomodar de seis a ocho personas. Los dormitorios que daban a la calle estaban equipados con filtros de aire y sistemas de cancelación de ruido. Cada apartamento también fue diseñado con su propia chimenea de leña. Los pisos de cada apartamento eran en gran parte de roble, pero los pisos de los baños eran de baldosas y los pisos de la cocina eran de linóleo. También se instalaron persianas venecianas y cortinas para ventanas en cada ventana. Los áticos se colocan en los contratiempos de cada torre. Cada nivel de ático contiene cuatro apartamentos. Los parapetos de vidrio protegían los espacios habitables de los pisos superiores.

## Historia

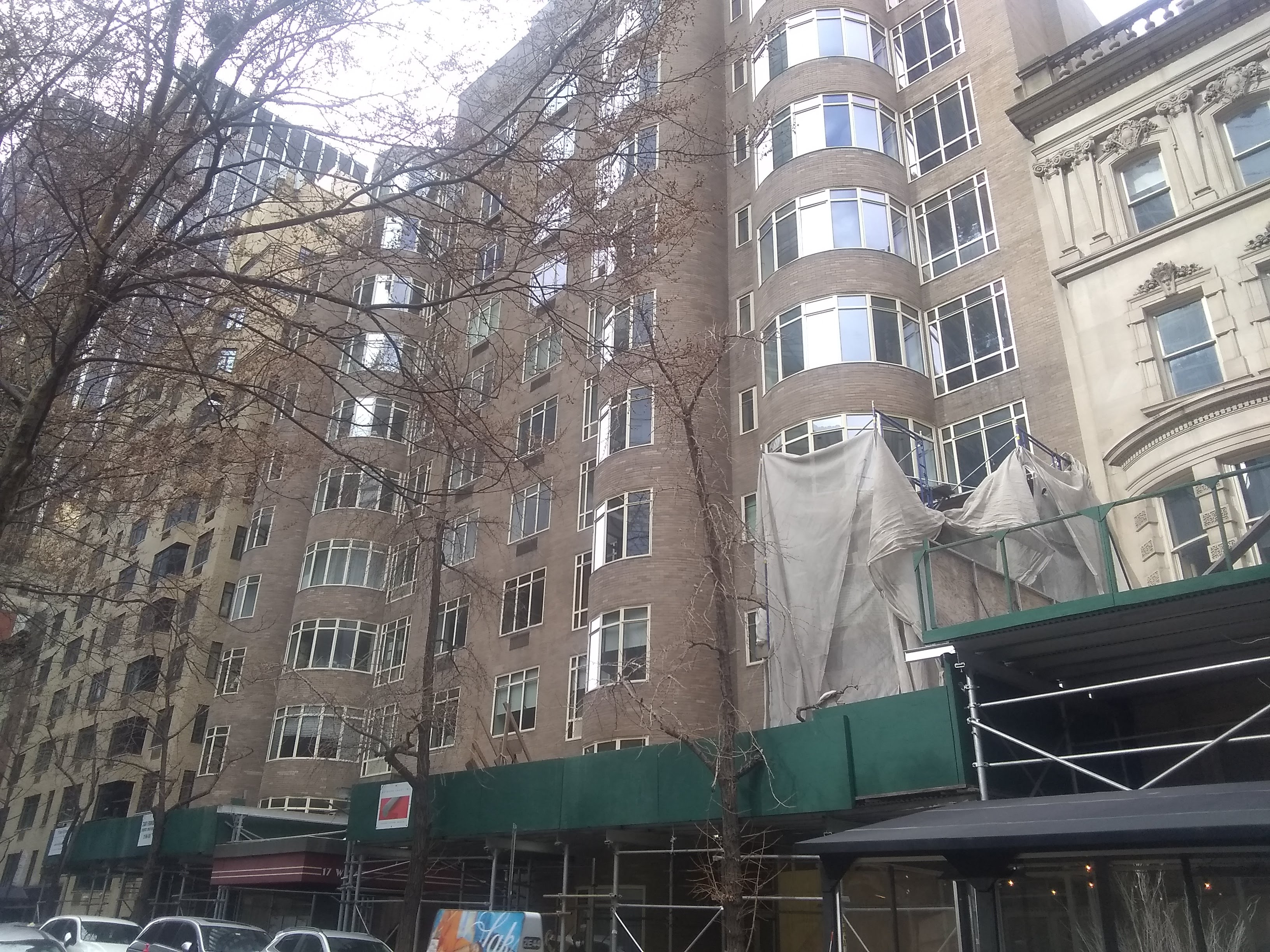
Visto desde el este, con 15 West 54th Street a la derecha

El Rockefeller Center, a tres cuadras al sur de los modernos Rockefeller Apartments, fue construido por la familia Rockefeller en la década de 1930. Los "arquitectos asociados" para la construcción de ese complejo fueron seleccionados en 1929. Un miembro del equipo del Rockefeller Center, Wallace Harrison, se convirtió en el arquitecto principal de la familia Rockefeller y en asesor de Nelson Rockefeller. Los dos hombres se conocieron de cerca durante el desarrollo del Rockefeller Center. Por otro lado, J. André Fouilhoux nunca tuvo mucho que ver con el desarrollo del Rockefeller Center, a pesar de ser uno de los ocho arquitectos asociados. Sin embargo, Fouilhoux era socio de Raymond Hood y, después de la muerte de Hood en 1934, Fouilhoux y Harrison también trabajaron juntos. Lo que se convertiría en los Apartamentos Rockefeller era parte del objetivo de Nelson Rockefeller de atraer a los inquilinos para el Rockefeller Center.

### Planificación y construcción
Además del terreno adquirido para el Rockefeller Center, la familia Rockefeller adquirió un terreno al norte del complejo hasta la calle 55. Mientras que los bloques de la ciudad entre las calles 52 y 54 se desarrollaron como la biblioteca de la calle 53 y el MoMA, no se planeó inicialmente ningún desarrollo para el sitio de las calles 54 y 55. Los Rockefeller primero contemplaron renovar las casas existentes entre las calles 54 y 55. Finalmente, decidieron construir un nuevo desarrollo de apartamentos, que vieron como un mejor uso del espacio. Harrison y Fouilhoux inicialmente planearon un apartamento de 13 pisos con retranqueo en los pisos 10, 12 y 13. Una segunda propuesta requería proyectar arcos cilíndricos, similares al diseño final, pero con pórticos cuadrados cortados en los extremos de cada fachada, así como pórticos internos. En un plano final, se eliminaron los pórticos internos y se agregaron dos arcos cilíndricos al enlucido de la fachada.  Los planos originales exigían una superestructura de acero uniforme, pero los arquitectos llegaron a considerar el acero como una preocupación secundaria en comparación con la distribución de los apartamentos.
Los Rockefeller habían adquirido estas manzanas de la ciudad con varios alias, y no fue hasta noviembre de 1935 que las adquisiciones se hicieron públicas. Ese mes, Junior anunció que construiría un complejo de apartamentos en 17-23 West 54th Street y 24-36 West 55th Street. El anuncio se produjo después de que se incorporara 17 West 54th Street Corporation en Albany, la capital del estado de Nueva York, para operar el desarrollo. En ese momento, todos los edificios del sitio, excepto uno, habían sido demolidos, y muchos lotes en las cuatro manzanas circundantes habían cambiado de propietario recientemente. La Oficina de Edificios de Manhattan recibió planos para los apartamentos el mes siguiente. Junior también anunció que ampliaría Rockefeller Plaza, una calle dentro del Rockefeller Center, al norte de los apartamentos en 54th Street. Los gerentes del Rockefeller Center adquirieron terrenos para la calle propuesta entre 1934 y 1937, pero la extensión nunca se construyó, a pesar de que algunos de los edificios en la ruta fueron cerrados.
El edificio en sí tenía un costo de 2,5 millones de dólares. Las excavaciones para el sitio comenzaron en marzo de 1936 y los primeros contratos de arrendamiento se firmaron en esa época. Entre los primeros inquilinos se encontraba un cirujano que alquiló dos departamentos ese mes. Se llevaron a cabo rápidamente, en lo que los medios de comunicación describieron como "tiempo de ferrocarril". A finales de ese mes, se habían completado las excavaciones y estaba previsto que poco después se erigiera la primera estructura de acero. Cuando comenzaron las obras de acero en la primera semana de abril de 1936, ya se había alquilado un tercio de los apartamentos. La estructura de acero se completó a fines del mes siguiente, momento en el que se había alquilado el 86 por ciento de las unidades. El edificio estaba listo para recibir inquilinos el 1 de octubre de 1936.

### Uso

#### sigloXX

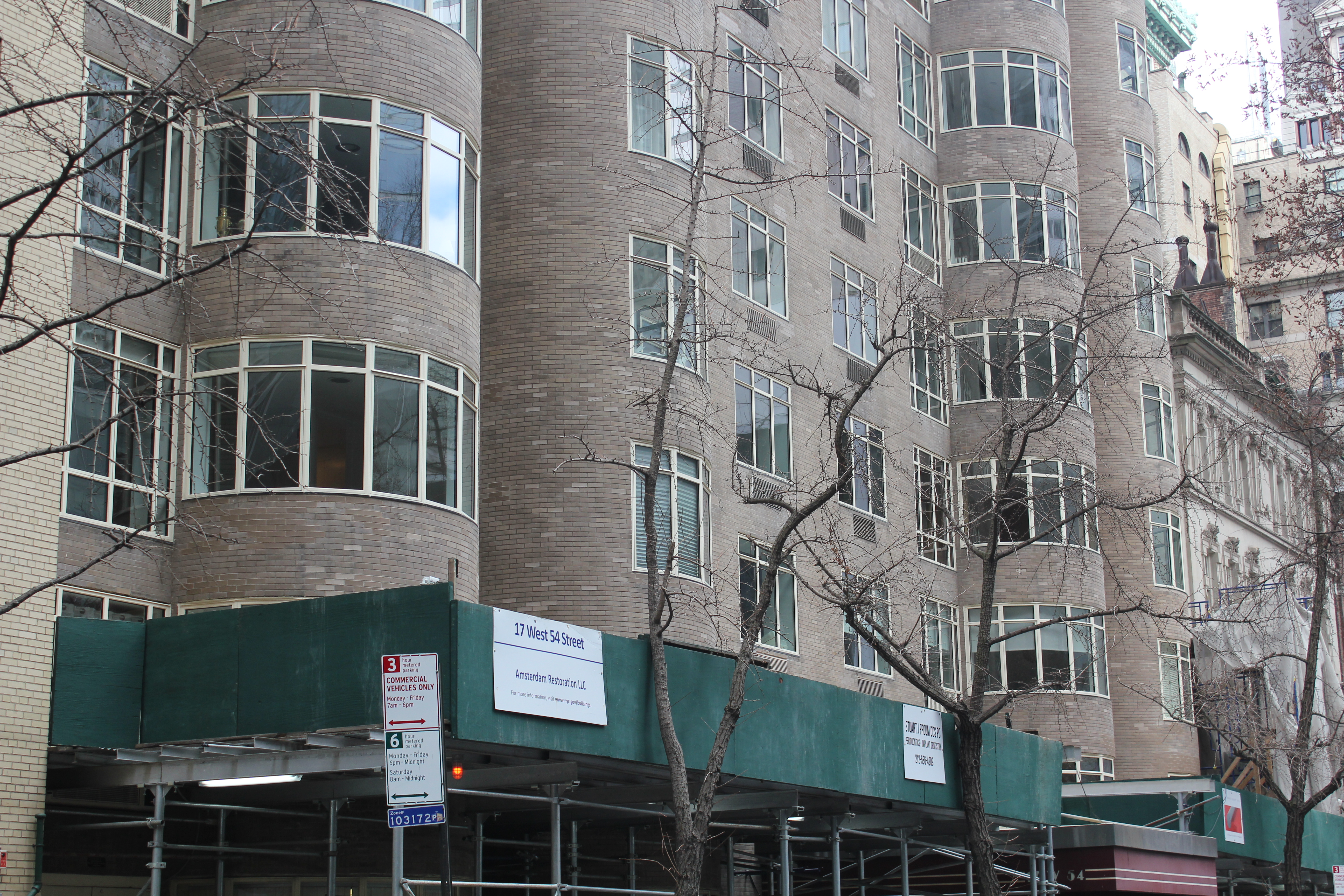
Cubierto por andamios en marzo de 2021

Todas las suites se habían alquilado varios días antes de la inauguración programada del complejo de apartamentos. La mayoría de los arrendatarios eran empresarios que trabajaban en Midtown, aunque los apartamentos también eran el hogar de empresarios jubilados. Los medios describieron el desarrollo en ese momento como "el primer desarrollo residencial importante en el centro de Manhattan en los últimos cinco años". En el momento de la finalización, los alquileres anuales oscilaban entre 1000 y 3000 dólares, excepto los apartamentos del ático, que se alquilaban por 2700 a 3500 dólares cada uno. Los primeros residentes incluyeron al actor Oscar Homolka, actriz Irene Rich, y la pianista Olga Samaroff en 55th Street, así como la actriz Gertrude Lawrence y el diseñador Alexis de Sakhnoffsky en 54th Street. Las torres permanecieron casi completamente ocupadas incluso en los años siguientes; en 1942, se registró que la torre de la calle 54 estaba completamente ocupada, mientras que la torre de la calle 55 tenía cinco vacantes.
En 1945, la finca de William Waldorf Astor compró los Rockefeller Apartments por aproximadamente 1675 millones de dólares. El fideicomisario, City Bank Farmers Trust Company, tomó el título en nombre del patrimonio de Astor. Henry Goelet adquirió el edificio de los Astor en mayo de 1953, pagando una suma no revelada en efectivo. El mismo año, la administración de Rockefeller Apartments anunció un plan para convertir el complejo en apartamentos cooperativos. Según los planes, los inquilinos pagarían una tarifa única de entre 5500 y 16 500 ¡dólarespara unirse a la cooperativa, luego pagarían de 7500 a 12 000 dólares por año por los apartamentos, excluyendo los cargos mensuales de 160 a 275 dólares.  Esto se basó en una tasación tasada de 3 millones de dólares, que incluyó una hipoteca de 1,8 millones y 1,2 millones de dólares de las tarifas únicas. Goelet propuso redecorar y renovar las áreas públicas. En ese momento, había 132 unidades y cinco consultorios médicos, además de la farmacia y el restaurante. De los inquilinos, 51 se reunieron para oponerse al plan cooperativo. La conversión cooperativa entró en vigor en junio de 1954, a pesar de la oposición de algunos vecinos. La conversión cooperativa creó 70 unidades.
Después de la conversión cooperativa, los residentes incluyeron al diseñador Bernard Newman en la torre de la calle 54, así como al productor Jules Levey y la editorial Blanche Knopf en la torre de la calle 55. En 1982, el LPC celebró audiencias públicas para considerar los Rockefeller Apartments y varias otras estructuras para el estatus de hito de la ciudad. El LPC votó sobre la nominación en junio de 1984, y, el 19 de junio de ese año, designó los Apartamentos Rockefeller como un hito de la ciudad. La junta de la cooperativa se opuso a la designación de hito, y tal estado requería que la junta recibiera la aprobación del LPC para cada cambio propuesto en el exterior. Los inquilinos posteriores incluyeron a la viuda del músico George David Weiss, Claire Weiss, así como al director Douglas McGrath. El espacio del restaurante en la torre de la calle 55 estuvo ocupado por el pabellón italiano hasta 1989, cuando fue reemplazado por el restaurante Michael's. El restaurante llegó a ser frecuentado por numerosas personalidades de los medios. El arquitecto William Leggio renovó el edificio en 1997.

#### sigloXXI
El edificio fue renovado entre 2005 y 2008. Los residentes de la cooperativa deseaban conservar el estilo de los ladrillos originales y las ventanas de acero. Como resultado, se utilizaron algunos ladrillos sobrantes de la construcción original y se fabricaron otros ladrillos. En 2014, los Rockefeller Apartments recibieron una hipoteca a 30 años por 23,85 millones de dólares para financiar renovaciones y cancelar otro préstamo. El presidente de la cooperativa, Thomas Falus, dijo en ese momento que las ventanas debían ser reemplazadas. El Departamento de Edificios de la Ciudad de Nueva York emitió dos avisos de violaciones por las ventanas en ruinas en los siguientes cuatro años, que se resolvieron. En 2018 se creó un plan para reemplazar las ventanas y las ventanas se reemplazaron en 2020 y 2021 como parte de un proyecto de $ 16 millones. A 2021 de April, el espacio del restaurante todavía está ocupado por Michael's.

## Recepción de la crítica
Los Rockefeller Apartments eran significativamente diferentes de los desarrollos de apartamentos anteriores en la ciudad, en que el diseño tenía como objetivo priorizar la iluminación y el aire en lugar de la cantidad de unidades residenciales. En la inauguración del edificio, los editores de la revista Architectural Forum lo elogiaron por carecer de cualquier "idiotez" de un estilo arquitectónico moderno, como ventanas de esquina enfrentadas entre sí, así como "tratamientos" horizontales y verticales. Los editores escribieron: "Aquí hay una construcción sólida, una arquitectura que conlleva convicción". El crítico de arquitectura Lewis Mumford escribió que el edificio era "el ejemplo más brillante y exitoso de la arquitectura moderna en la ciudad", y que el adorno "comienza a cantar como los veinticuatro mirlos" cuando se percibe desde cierto punto de vista. punto.  Mumford, en particular, elogió los tramos verticales curvos y los parapetos de vidrio en los pisos superiores.
El elogio del edificio continuó en años posteriores. El escritor de arquitectura Robert A. M. Stern, en su libro de 1987 New York 1930, dijo que el complejo fue el primer apartamento de clase media que se construyó en Midtown Manhattan en cinco años. Según Stern, "introdujeron una nueva elegancia a los alojamientos de manera eficiente, organizada y modestamente escalada y demostraron que la arquitectura no histórica no tiene por qué ser necesariamente dura y mecanicista". El crítico Carter B. Horsley escribió que el costo relativamente bajo del proyecto y la falta de detalles eran atributos positivos para el edificio. Haciendo referencia a los comentarios de Mumford, Horsley declaró: "Como diseño de altura media, es muy atractivo incluso cuando los mirlos no están zumbando".